# 沙滕城堡
沙滕城堡（德語：Schattenburg）是位於奧地利福拉爾貝格州菲爾德基希的一座城堡，現在也被用來作為博物館和餐廳。

## 外部連結

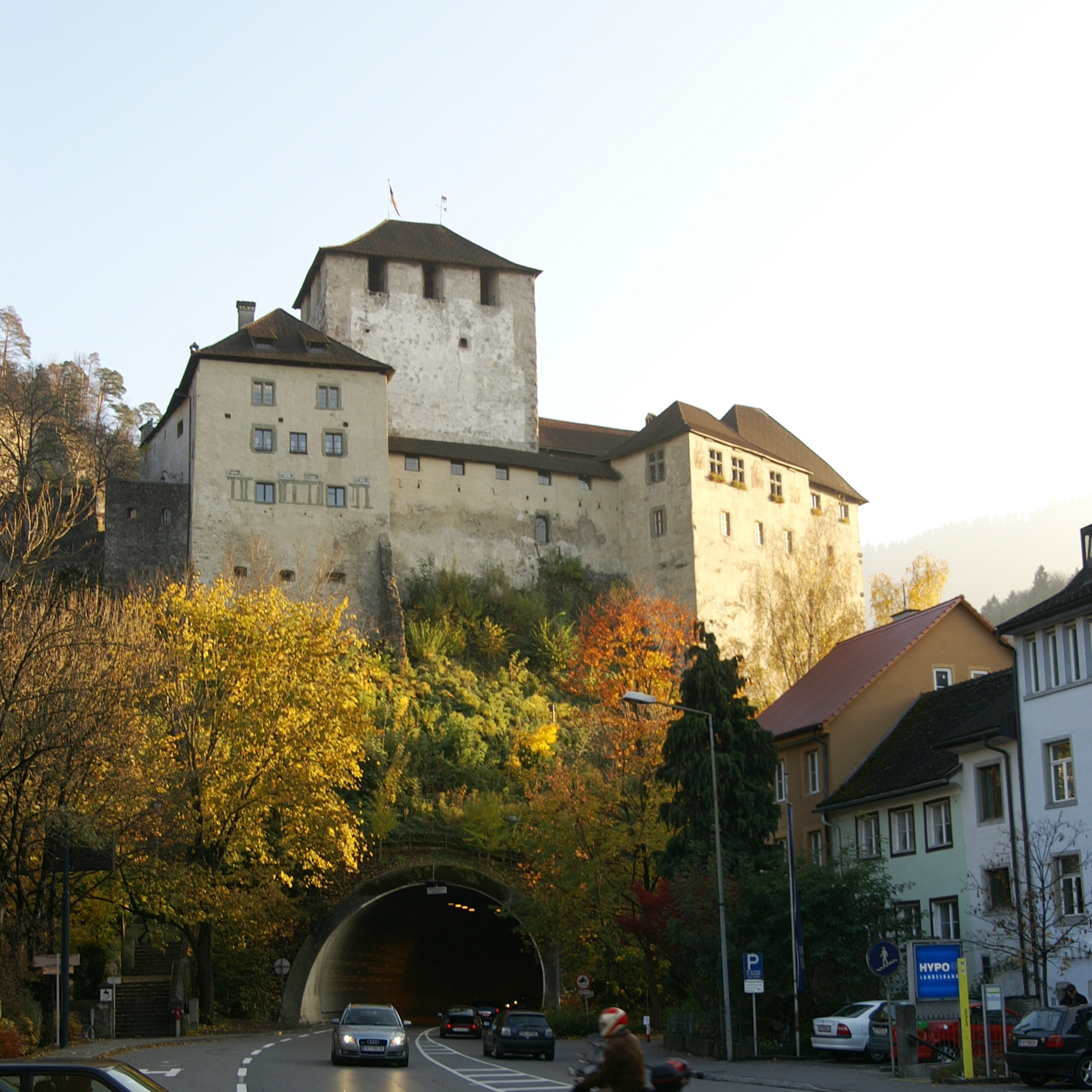

- Schattenburg （页面存档备份，存于） - official site

47°14′11″N 9°35′58″E / 47.23639°N 9.59944°E